# Mom (serie de televisión)
Mom es una comedia de situación estadounidense que se estrenó el 23 de septiembre de 2013, en CBS y terminó el 13 de mayo de 2021. Fue creada por Chuck Lorre, Eddie Gorodetsky, y Gemma Baker y distribuida por Warner Bros. Television. El 8 de octubre del mismo año salió al aire en Warner Channel para Latinoamérica. En España la serie se emitió a través del Canal TNT (España) y Neox desde el 3 de febrero de 2014 a las 22:30.
Estaba protagonizada por Anna Faris y Allison Janney en los papeles principales como las disfuncionales madre e hija: el dúo Christy y Bonnie Plunkett. Sadie Calvano, Blake Garrett Rosenthal, Matt L. Jones, Spencer Daniels, Nate Corddry, French Stewart, William Fichtner, Beth Hall, Jaime Pressly y Mimi Kennedy aparecen en papeles secundarios.
Recibió críticas positivas a lo largo de su carrera. Con un promedio de audiencia de 11,79 millones, se convirtió en la tercera comedia mejor calificada en la televisión de Estados Unidos. Janney y Faris han ganado aclamación por sus actuaciones y han recibido numerosos elogios, con Janney ganando el Primetime Emmy Award por Actriz de apoyo excepcional en una serie de la comedia en 2014 y 2015. El programa también cosechó múltiples nominaciones a los Critics' Choice Television Awards y People's Choice Awards durante su emisión.
El programa recibió altas calificaciones. En la primera, segunda temporada y tercera temporadas disfrutó de una audiencia promedio de 11,79 millones.
La tercera temporada se estrenó el 5 de noviembre de 2015.
El 25 de marzo de 2016, la serie fue renovada por una cuarta temporada, que se estrenó el 27 de octubre de 2016.
El 23 de marzo de 2017, CBS renovó la serie para una quinta temporada, que se estrenó el 2 de noviembre de 2017. 
El 5 de febrero de 2019, se renovó para una séptima y octava temporada. La séptima temporada se estrenó el 26 de septiembre de 2019, y la octava y última se estrenó oficialmente el 5 de noviembre de 2020 y concluyó el 11 de marzo de 2021.
Se sitúa en Napa, California. La serie sigue las hazañas de Christy y Bonnie Plunkett quienes, después de haber estado alejadas durante años mientras luchaban contra la adicción intentan recuperar sus vidas y su relación al tratar de mantenerse sobrias y asistir a Alcohólicos Anónimos. Ha sido aplaudida por abordar temas tan reales y polémicos como Alcoholismo, la Drogodependencia, el Embarazo adolescente, la Ludopatía, la Recaída el Cáncer, la Muerte, la Violencia doméstica, la Sobredosis, el Aborto, la Violación, la Obesidad, el Trastorno por déficit de atención con hiperactividad, o incluso el Accidente cerebrovascular. Mantiene un equilibrio sano entre el humor y la realidad de estos temas tan serios y reales del día a día en la sociedad.

## Argumento
Christy (Anna Faris) es una madre soltera que, después de lidiar contra el alcoholismo y la adicción a las drogas, decide reiniciar su vida trabajando como camarera y asistiendo a reuniones de Alcohólicos Anónimos. Su madre Bonnie (Allison Janney) también es una adicta a las drogas y el alcohol en recuperación.
Christy tuvo a su hija adolescente a la edad de 17 años. Curiosamente su hija Violet Plunkett también se convierte en madre soltera al tener un bebé con su novio Luke. Christy también tiene un hijo menor llamado Roscoe, hijo de su exmarido Baxter, también drogadicto en recuperación.
Christy volvió a estudiar persiguiendo su sueño de ser abogada, mientras tanto su madre Bonnie intenta mantener una relación saludable y estable con su marido Adam (William Fichtner). Mientras tanto Christy y Bonnie confían en el grupo de apoyo de A. A. En él incluyen a la sabia Marjorie (Mimi Kennedy), la adinerada y a veces equivocada Jill (Jaime Pressly), la excesivamente emocional Wendy (Beth Hall) y la loca pero dulce Tammy (Kristen Johnston). En conjunto se ayudan a mantenerse sobrias y fuertes frente a lo que la vida les arroja.

## Episodios
| Temporada | Temporada | Episodios | Episodios | Emisión original         | Emisión original    |
| Temporada | Temporada | Episodios | Episodios | Primera emisión          | Última emisión      |
| --------- | --------- | --------- | --------- | ------------------------ | ------------------- |
|           | 1         | 22        | 22        | 23 de septiembre de 2013 | 14 de abril de 2014 |
|           | 2         | 22        | 22        | 30 de octubre de 2014    | 30 de abril de 2015 |
|           | 3         | 22        | 22        | 5 de noviembre de 2015   | 19 de mayo de 2016  |
|           | 4         | 22        | 22        | 27 de octubre de 2016    | 11 de mayo de 2017  |
|           | 5         | 22        | 22        | 2 de noviembre de 2017   | 10 de mayo de 2018  |
|           | 6         | 22        | 22        | 27 de septiembre de 2018 | 9 de mayo de 2019   |
|           | 7         | 20        | 20        | 26 de septiembre de 2019 | 16 de abril de 2020 |
|           | 8         | 18        | 18        | 5 de noviembre de 2020   | 13 de mayo de 2021  |

## Personajes

### Reparto principal
| Actor                   | Personaje          | Temporadas | Temporadas | Temporadas | Temporadas | Temporadas | Temporadas | Temporadas | Temporadas |
| Actor                   | Personaje          | 1          | 2          | 3          | 4          | 5          | 6          | 7          | 8          |
| ----------------------- | ------------------ | ---------- | ---------- | ---------- | ---------- | ---------- | ---------- | ---------- | ---------- |
| Anna Faris              | Christy Plunkett   | Principal  | Principal  | Principal  | Principal  | Principal  | Principal  | Principal  |            |
| Allison Janney          | Bonnie Plunkett    | Principal  | Principal  | Principal  | Principal  | Principal  | Principal  | Principal  | Principal  |
| Matt L. Jones           | Baxter             | Principal  | Principal  | Principal  | Recurrente | Invitado   | Invitado   |            |            |
| Sadie Calvano           | Violet Plunkett    | Principal  | Principal  | Principal  | Recurrente |            | Invitada   |            |            |
| Blake Garrett Rosenthal | Roscoe Plunkett    | Principal  | Principal  | Principal  | Recurrente |            |            |            |            |
| Nate Corddry            | Gabriel            | Principal  | Principal  |            |            |            |            |            |            |
| French Stewart          | Chef Rudy          | Principal  | Principal  | Invitado   |            | Invitado   | Recurrente | Recurrente | Recurrente |
| Spencer Daniels         | Luke               | Principal  | Recurrente |            | Invitado   |            |            |            |            |
| Mimi Kennedy            | Marjorie Armstrong | Recurrente | Principal  | Principal  | Principal  | Principal  | Principal  | Principal  | Principal  |
| Jaime Pressly           | Jill Kendall       |            | Recurrente | Principal  | Principal  | Principal  | Principal  | Principal  | Principal  |
| Beth Hall               | Wendy Harris       |            | Recurrente | Principal  | Principal  | Principal  | Principal  | Principal  | Principal  |
| William Fichtner        | Adam Janikowski    |            |            | Recurrente | Principal  | Principal  | Principal  | Principal  | Principal  |
| Kristen Johnston        | Tammy Diffendorf   |            |            |            |            | Invitada   | Recurrente | Principal  | Principal  |

### Recurrentes
| Actor               | Personaje                | Temporadas | Temporadas | Temporadas | Temporadas | Temporadas | Temporadas | Temporadas | Temporadas |
| Actor               | Personaje                | 1          | 2          | 3          | 4          | 5          | 6          | 7          | 8          |
| ------------------- | ------------------------ | ---------- | ---------- | ---------- | ---------- | ---------- | ---------- | ---------- | ---------- |
| Reggie de Leon      | Paul                     |            |            |            |            |            |            |            |            |
| Kevin Pollak        | Alvin Lester Belitnikoff |            |            |            |            |            |            |            |            |
| Octavia Spencer     | Regina Tompkins          |            |            |            |            |            |            |            |            |
| Courtney Henggeler  | Claudia                  |            |            |            |            |            |            |            |            |
| Mary Pat Gleason    | Mary                     |            |            |            |            |            |            |            |            |
| Don McManus         | Steve Casper             |            |            |            |            |            |            |            |            |
| Sara Rue            | Candace Hayes            |            |            |            |            |            |            |            |            |
| Jonny Coyne         | Victor Perugian          |            |            |            |            |            |            |            |            |
| Amy Hill            | Beverly Tarantino        |            |            |            |            |            |            |            |            |
| Charlie Robinson    | Mr. Munson               |            |            |            |            |            |            |            |            |
| David Krumholtz     | Gregory Munchnik         |            |            |            |            |            |            |            |            |
| Emily Osment        | Jodi Hubbard             |            |            |            |            |            |            |            |            |
| Lauri Johnson       | Beatrice                 |            |            |            |            |            |            |            |            |
| Missi Pyle          | Natasha                  |            |            |            |            |            |            |            |            |
| Julia Lester        | Emily                    |            |            |            |            |            |            |            |            |
| Leonard Roberts     | Ray Stabler              |            |            |            |            |            |            |            |            |
| Steven Weber        | Patrick Janikowski       |            |            |            |            |            |            |            |            |
| Yvette Nicole Brown | Nora Rogers              |            |            |            |            |            |            |            |            |
| Will Sasso          | Andy                     |            |            |            |            |            |            |            |            |
| Rainn Wilson        | Trevor Wells             |            |            |            |            |            |            |            |            |

### Notables invitados
- Jon Cryer y Lisa Joyner como ellos mismos. (temporada 1)
- Justin Long como Adam Henchy, interés amoroso de Christy. (temporada 1)
- Ed Asner como Jack Bumgartner, inquilino del mismo edificio donde residen Christy y Bonnie. (temporada 2)
- Beverly D'Angelo como Lorraine Biletnikoff, exmujer de Alvin. (temporada 2)
- Colin Hanks como Andy Dreeson, vecino de Christy. (temporada 2)
- Toby Huss, como Bill, interés amoroso de Christy. (temporada 2)
- Ellen Burstyn como Shirley Stabler, madre biológica de Bonnie. (temporada 3)
- June Squibb como Dottie. (temporada 3)
- Judy Greer como Michelle, mujer alcohólica a la que intentan ayudar para mantenerla sobria en un bar. (temporada 3)
- Linda Lavin como Phyllis Munchnik, madre de Gregory. (temporada 3)
- Harry Hamlin como Fred Hayes, interés amoroso de Christy. (temporada 3)
- Rosie O'Donnell como Jeanine, exnovia de Bonnie. (temporada 3)
- Joe Manganiello como Julian. (temporada 3)
- Rhea Perlman como Anya Perugian, cuñada de Marjorie. (temporada 3)
- Richard Schiff como Robert. (temporada 3)
- Bradley Whitford como Mitch, amigo de Adam. (temporada 4 y 6)
- Nicole Sullivan como Leanne, novia de Mitch. (temporada 4 y 6)
- Chris Pratt como Nick Banaszak, sobrino de Marjorie. (temporada 4)
- Wendie Malick como Danielle Janikowski, exmujer de Adam. (temporada 4)
- Michael Angarano como Coope, compañero de clase de Christy. (temporada 5)
- Kristin Chenoweth como Miranda. (temporada 5)
- Patti LuPone como Rita Gennaro, propietaria del edificio demandado por Bonnie. (temporada 5)
- Constance Zimmer como Natalie Stevens, profesora de Christy. (temporada 6)
- Lois Smith como Claire Dickinson. (temporada 6)
- Kate Micucci como Patty. (temporada 7)
- Paget Brewster como Veronica Stone, jefa de Christy. (temporada 7)
- Courtney Thorne-Smith como Sam. (temporada 7)
- Kevin Dunn como Gary. (temporada 8)
- Steve Valentine como Rod Knaughton. (temporada 8)
- Tyne Daly como Barbara. (temporada 8)
- Bob Odenkirk como Hank. (temporada 8)
- Melanie Lynskey como Shannon. (temporada 8)

## Producción

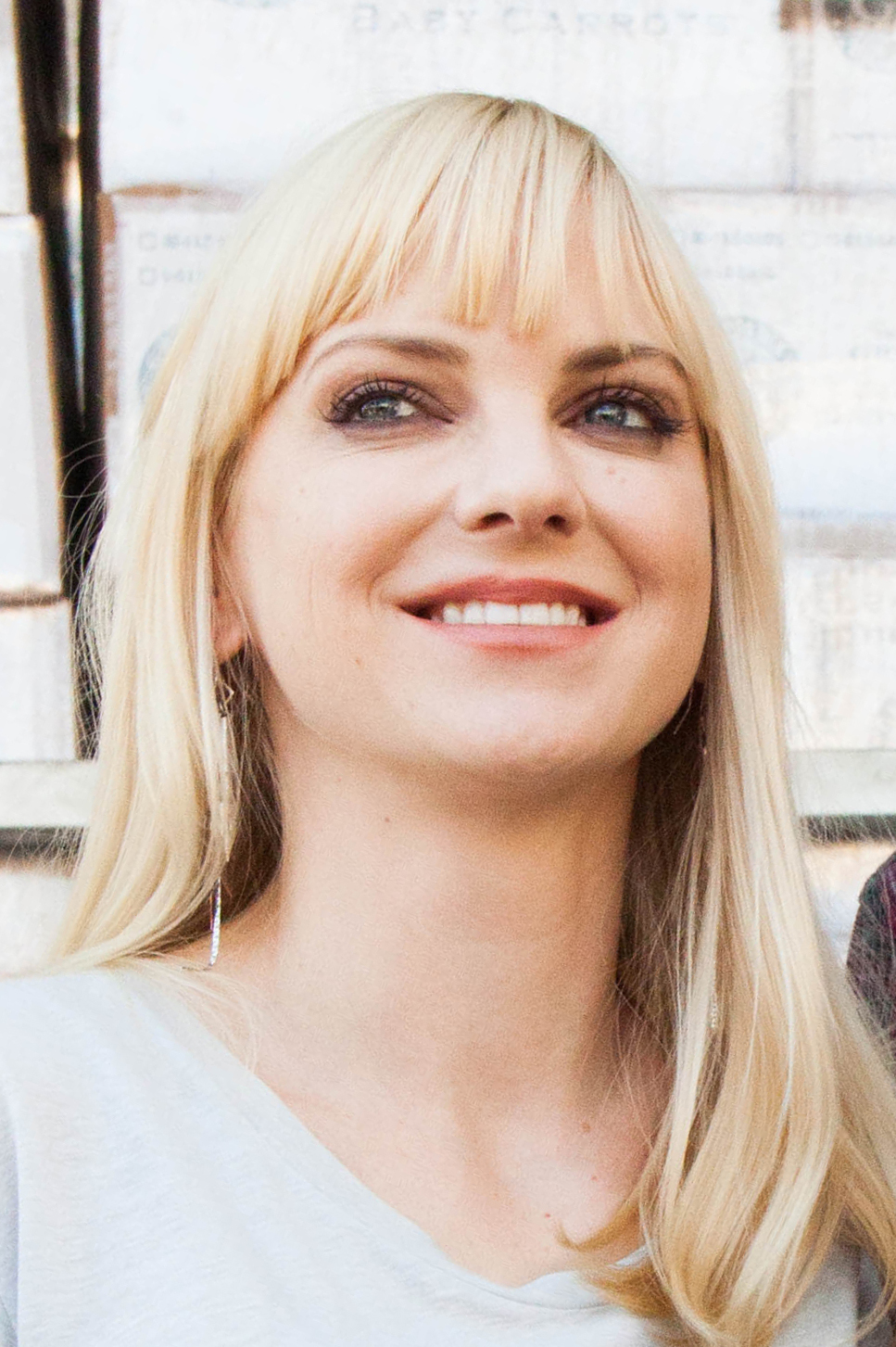
Anna Faris en enero de 2013.

### Desarrollo
Mom fue uno de los muchos proyectos que se convirtió en una prioridad para CBS y Warner Bros cuando se lanzó en diciembre de 2012, en parte debido al nuevo acuerdo de cuatro años de Lorre con Warner el septiembre anterior. CBS dio luz verde para la marcha de producción en forma de serie el 9 de mayo de 2013. Esto también le otorgó a Lorre la distinción de tener cuatro comedias de situación transmitidas en una cadena a partir de la temporada 2013-14. La semana siguiente, la cadena anunció que colocaría la comedia en la franja horaria de las 9:30 p. m. (ET / PT) del lunes por la noche después de 2 Broke Girls. Sin embargo, después de la cancelación de We Are Men, 2 Broke Girls se trasladó al espacio de las 8:30 p. m. del programa, con repeticiones de The Big Bang Theory ocupando el horario de entrada de las 9 p. m. a mamá hasta el debut de la temporada de Mike & Molly el 4 de noviembre de 2013. El programa recibió un pedido completo de la primera temporada de 22 episodios el 18 de octubre de 2013.
El 13 de marzo de 2014, CBS anunció la renovación de la segunda temporada de Mom. La serie pasó de los lunes a las 9:30 p. m. A los jueves a las 8:30 p. m. Para los primeros catorce episodios hasta que la serie pasó a los jueves a las 9:30 p. m. Luego del estreno de la serie The Odd Couple y el final de la serie Two and a Half Men.
En febrero de 2021, CBS anunció que la serie finalizaría con el episodio final de la octava temporada, que se emitió el 13 de mayo de 2021.

### Casting
La serie le da a Faris, quien había participado como estrella invitada en varios programas de televisión entre sus proyectos de películas y fue buscada para otros proyectos de televisión, su primer papel como protagonista a tiempo completo, cuando consiguió el papel principal de Christy, en 2013. El 28 de enero de 2013 Janney fue el siguiente personaje confirmado, interpretando al personaje de Bonnie la madre de Christy.

## Recepción

### Recepción de la crítica
Mom fue aclamada por el público y la crítica a lo largo del periodo que lleva en la pequeña pantalla, se le ha otorgado un gran reconocimiento a su escritura y actuaciones. La primera temporada de Mom recibió en Metacritic una puntuación de 65 sobre 100, basado en las 25 críticas realizadas, concluyendo con buenas críticas. Por su parte, en Rotten Tomatoes, la primera temporada regristró la aprobación de un 70% y una calificación de 5.71/10 basado en 40 críticas.

### Audiencias
| Temporada | Emisión       | Número de episodios | Inicio                   | Inicio       | Final               | Final        | Temporada | Ranking | Espectadores (en millones) |
| Temporada | Emisión       | Número de episodios | Fecha                    | Espectadores | Fecha               | Espectadores | Temporada | Ranking | Espectadores (en millones) |
| --------- | ------------- | ------------------- | ------------------------ | ------------ | ------------------- | ------------ | --------- | ------- | -------------------------- |
| 1         | Lunes, 21:30  | 22                  | 23 de septiembre de 2013 | 7.99         | 14 de abril de 2014 | 6.86         | 2013-2014 | 42      | 8.34                       |
| 2         | Jueves, 21:30 | 22                  | 30 de octubre de 2014    | 11.13        | 30 de abril de 2015 | 8.78         | 2014-2015 | 26      | 11.79                      |
| 3         | Jueves, 21:00 | 22                  | 5 de noviembre de 2015   | 7.28         | 19 de mayo de 2016  | 8.14         | 2015-2016 | 40      | 9.64                       |
| 4         | Jueves, 21:00 | 22                  | 27 de octubre de 2016    | 7.02         | 11 de mayo de 2017  | 8.12         | 2016-2017 | 29      | 9.43                       |
| 5         | Jueves, 21:00 | 22                  | 2 de noviembre de 2017   | 8.46         | 10 de mayo de 2018  | 7.97         | 2017-2018 | 19      | 10.96                      |
| 6         | Jueves, 21:00 | 22                  | 27 de septiembre de 2018 | 7.94         | 9 de mayo de 2019   | 8.08         | 2018-2019 | 23      | 10.22                      |
| 7         | Jueves, 21:00 | 20                  | 26 de septiembre de 2019 | 6.25         | 16 de abril de 2020 | 7.14         | 2019-2020 | 31      | 8.52                       |
| 8         | Jueves, 21:00 | 18                  | 5 de noviembre de 2020   | 4.82         | 13 de mayo de 2021  | 6.17         | 2020-2021 | 32      | 7.05                       |

### Reconocimientos
La serie ha recibido varios elogios, a Allison Janney con dos Premios Primetime Emmy consecutivos a la categoría de Mejor actriz de reparto - Serie de comedia en 2014 y 2015, y siendo nominada en 2016 por Mejor actriz - Serie de comedia entre 2017 y 2018. También ha obtenido múltiples nominaciones en los Premios de la Crítica Televisiva y en los Premios People's Choice durante su carrera. Anna Faris ha sido finalista / nominada a mejor actriz de Premios Primetime Emmy.
| Premios Primetime Emmy                       | Premios Primetime Emmy                     | Premios Primetime Emmy                                      | Premios Primetime Emmy | Premios Primetime Emmy |
| Año                                          | Categoría                                  | Nominado/a                                                  | Resultado              |                        |
| -------------------------------------------- | ------------------------------------------ | ----------------------------------------------------------- | ---------------------- | ---------------------- |
| 2014                                         | Mejor actriz de reparto - Serie de comedia | Allison Janney                                              | Ganadora               |                        |
| 2015                                         | Mejor actriz de reparto - Serie de comedia | Allison Janney                                              | Ganadora               |                        |
| 2016                                         | Mejor actriz de reparto - Serie de comedia | Allison Janney                                              |                        |                        |
| Mejor fotografía para una serie multi-cámara | Steven V. Silver                           | Nominado                                                    |                        |                        |
| Mejor edición para una serie multi-cámara    | Ben Bosse y Joe Bella                      | Nominados                                                   |                        |                        |
| 2017                                         | Mejor actriz - Serie de comedia            | Allison Janney                                              | Nominada               |                        |
| 2017                                         | Mejor edición para una serie multi-cámara  | Joe Bella                                                   | Nominado               |                        |
| 2018                                         | Mejor edición para una serie multi-cámara  | Joe Bella                                                   | Nominado               |                        |
| 2019                                         | Mejor edición para una serie multi-cámara  | Joe Bella                                                   | Nominado               |                        |
| 2021                                         | Mejor actriz - Serie de comedia            | Allison Janney                                              | Nominada               |                        |
| 2021                                         | Mejor dirección - Serie de comedia         | James Widdoes (por "Scooby-Doo Checks And Salisbury Steak") | Nominado               |                        |